# ヘンレ係蹄 (下行脚)

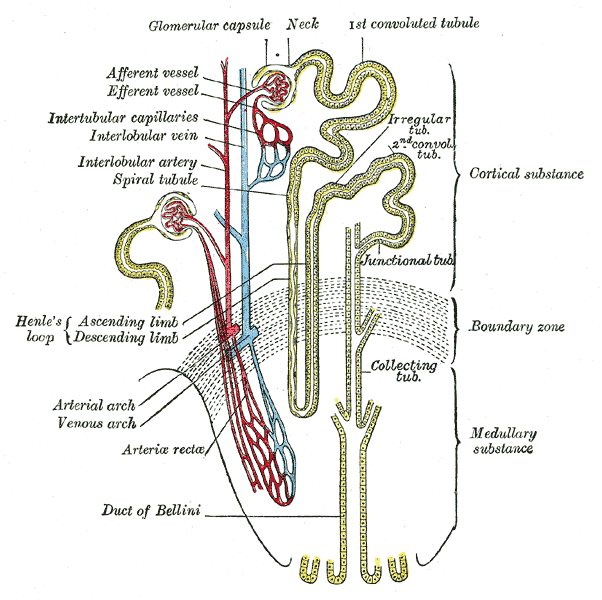
中央のU字状の管がヘンレのループ
U字の左側がヘンレ係蹄下行脚

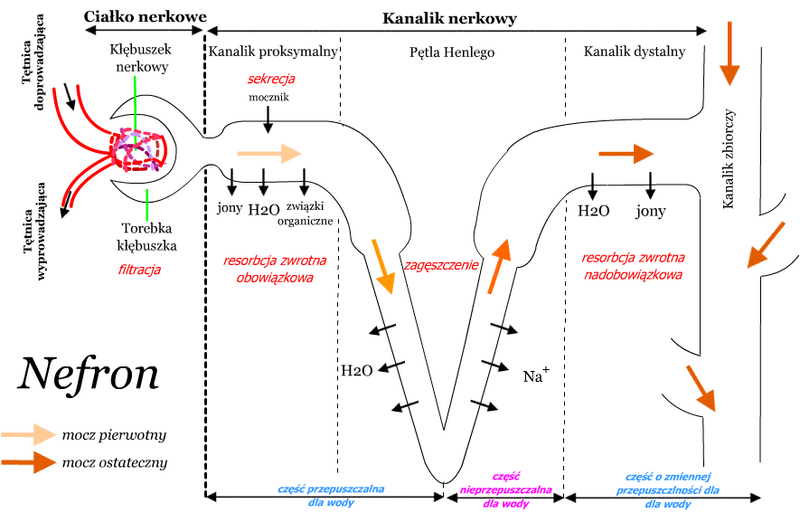
ネフロンにおける各物質の動き

ヘンレ係蹄の下行脚（ヘンレけいていのかこうきゃく、Descending limb of loop of Henle）は、ヘンレのループの前半部分を構成する細尿管の一部分である。

## 生理学
ヘンレ係蹄下行脚における物質の透過率は以下の通りである。
| 物質   | 透過率                                                             |
| ------ | ------------------------------------------------------------------ |
| イオン | 透過率は低く、ナトリウムイオンも塩化物イオンも透過しにくい。       |
| 尿素   | 適度に透過する。                                                   |
| 水分   | 容易に透過する。水分はヘンレ係蹄下行脚において容易に再吸収される。 |

また、髄質部の細胞間液は、濃縮され（ヘンレ係蹄上行脚による）、髄質部と下行脚との間に大きな浸透圧が生じる。このため、下行脚で尿は劇的に濃縮される。下行脚における浸透圧は300mOsmol/Lから1400mOsmol/Lまで達する。

## 解剖学
上皮組織は、簡単な立方形である。
それらは、直細血管の血液の欠如部分、ヘンレ係蹄太い上行脚の上皮組織の厚さで見分けることができる。

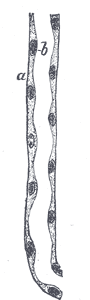
ヘンレ係蹄下行脚のスケッチ

## 名称
ヘンレ係蹄上行脚のように下行脚にも厚い部分と薄い部分がある。しかし、その2つの部分は1つの構造として扱われるためこの区別はそれほど重要ではない。太い下行脚は、細い下行脚ほど重要でないので「下行脚」と「細い下行脚」は同義として扱われる。単に「細い脚」（英: thin limb）と記述する文献もあるが、これは「ヘンレ係蹄の細い上行脚」も含まれる。